# فریولتسهایم
فریولتسهایم (به آلمانی: Friolzheim) یک شهر در آلمان است که در انتسکرایس واقع شده‌است. فریولتسهایم ۳٬۶۶۴ نفر جمعیت دارد.